# نيلز فان دن بيرغ
نيلز فـان دن بيرغ هو سياسي هولندي، ولد في 28 ديسمبر 1984 في باد هونيف في ألمانيا. نشط حزبياً في حزب اليسار الأخضر. وقد انتخب عضو مجلس نواب هولندا ‏ (5 يونيو 2019 – ) وانتخب عضو مجلس نواب هولندا ‏ (12 يناير 2011 – 11 فبراير 2011).